# Paknys
Paknys ist ein litauischer männlicher Familienname.

## Weibliche Formen
- Paknienė, verheiratet
- Paknytė, ledig

## Personen
- Juozas Paknys (1883–1948), Politiker (Minister) und Bankier
- Vydas Paknys  (* 1968), Politiker, Bürgermeister von Ukmergė